# Alexandr Ruckoj
Alexandr Vladimirovič Ruckoj (* 16. září 1947, Chmelnyckyj) je ruský politik, v letech 1991 až 1993 viceprezident Ruské federace.

## Život
V roce 1970 se stal členem KSSS. Sloužil u vojenského letectva, zúčastnil se války v Afghánistánu, kde byl v srpnu 1988 sestřelen a upadl do pákistánského zajetí. Po propuštění obdržel titul Hrdina Sovětského svazu. Roku 1990 byl zvolen lidovým poslancem RSFSR, za kritiku vedení byl vyloučen za strany. V roce 1991 patřil k hlavním vůdcům lidového odporu proti pokusu stalinistů o převrat (Srpnový puč). Byl zvolen viceprezidentem, ale záhy se pro své konzervativní a nacionalistické názory dostal do konfliktu s Borisem Jelcinem. V září 1993 byl v důsledku Ústavní krize v Rusku 1993 prohlášen parlamentem úřadujícím prezidentem Ruské Federace. Po dobytí Bílého domu jednotkami loajálními prezidentu Jelcinovi byl Ruckoj uvězněn, v únoru 1994 byl amnestován, založil hnutí Děržava, za které neúspěšně kandidoval na prezidenta. V letech 1996-2000 působil jako gubernátor Kurské oblasti.